# Mudderboot

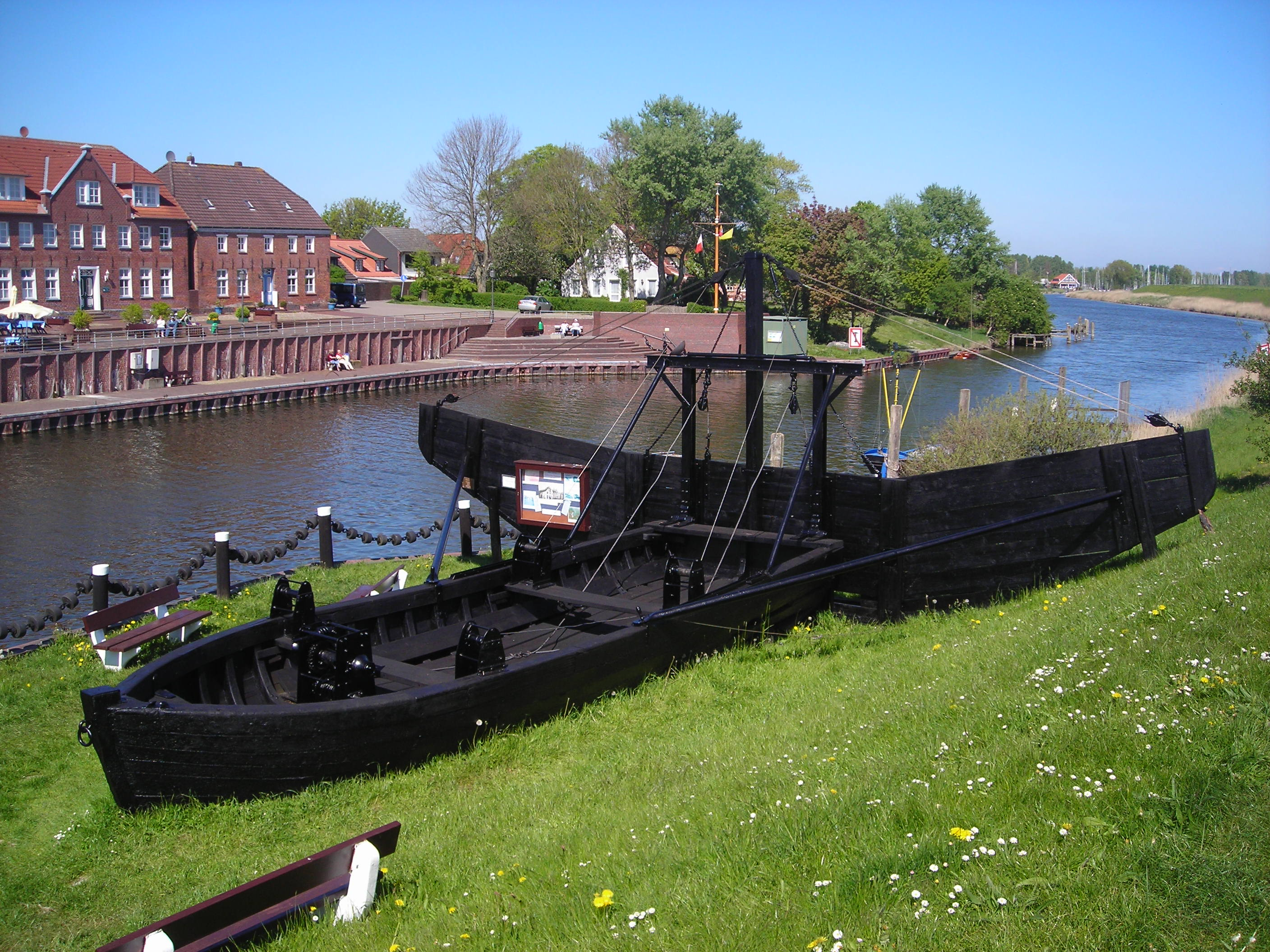
Historisches Mudderboot in Hooksiel, Niedersachsen

Ein Mudderboot ist ein historischer Bootstyp, mit dem früher die Zufahrtsrinne zu einem Sielort freigehalten wurde.
Die Sielorte im Wattengebiet leben mit dem ständigen Problem, dass sich durch Verschlickung ständig die Tiefen der Zufahrtsrinnen verringern. Zur Beseitigung der Mindertiefen wurden im 19. Jahrhundert bis in die Mitte des 20. Jahrhunderts sogenannte Mudderboote eingesetzt.
Das Mudderboot besteht aus einem schweren Kahn, bei dem am Heck auf jeder Seite ein mächtiger Flügel angebracht ist. Zusammen mit einem weiteren Heckteil entstand so eine rund 12 Meter lange absenkbare Rückwand. Mudderboote besitzen keinen eigenständigen Antrieb, sondern wurden allein durch Wasserkraft angetrieben. Hierzu wurde bei Flut das Sieltor des Sieles geöffnet, so dass das Nordseewasser in das binnenwärts liegende Tief strömen konnte. Anschließend wurde das Sieltor geschlossen und das Wasser so hinter dem Sieltor gespeichert. Nun wurde das Mudderboot durch Staken in die Zufahrtsrinne vor das Sieltor gebracht. Rund eine Stunde vor Niedrigwasser wurde das Sieltor geöffnet und die ausfließende Stauwasserwelle schob das vor dem Sieltor liegende Mudderboot mit den abgesenkten Flügeln durch die Zufahrtsrinne. Je nach Stärke der Flügelabsenkung wurden so mehr oder weniger viele Sedimente – wie Schlick oder Seeschlamm – mit dem Ebbstrom in die Nordsee geschoben.
Im niedersächsischen Nordseebad Hooksiel befindet sich ein frei zugängliches historisches Mudderboot, das auf dem Deich an der Südseite des Alten Hafens ausgestellt ist. Es war von 1837 bis in die 1950er Jahre in Hooksiel im Einsatz.